# Indústria bélica do Brasil

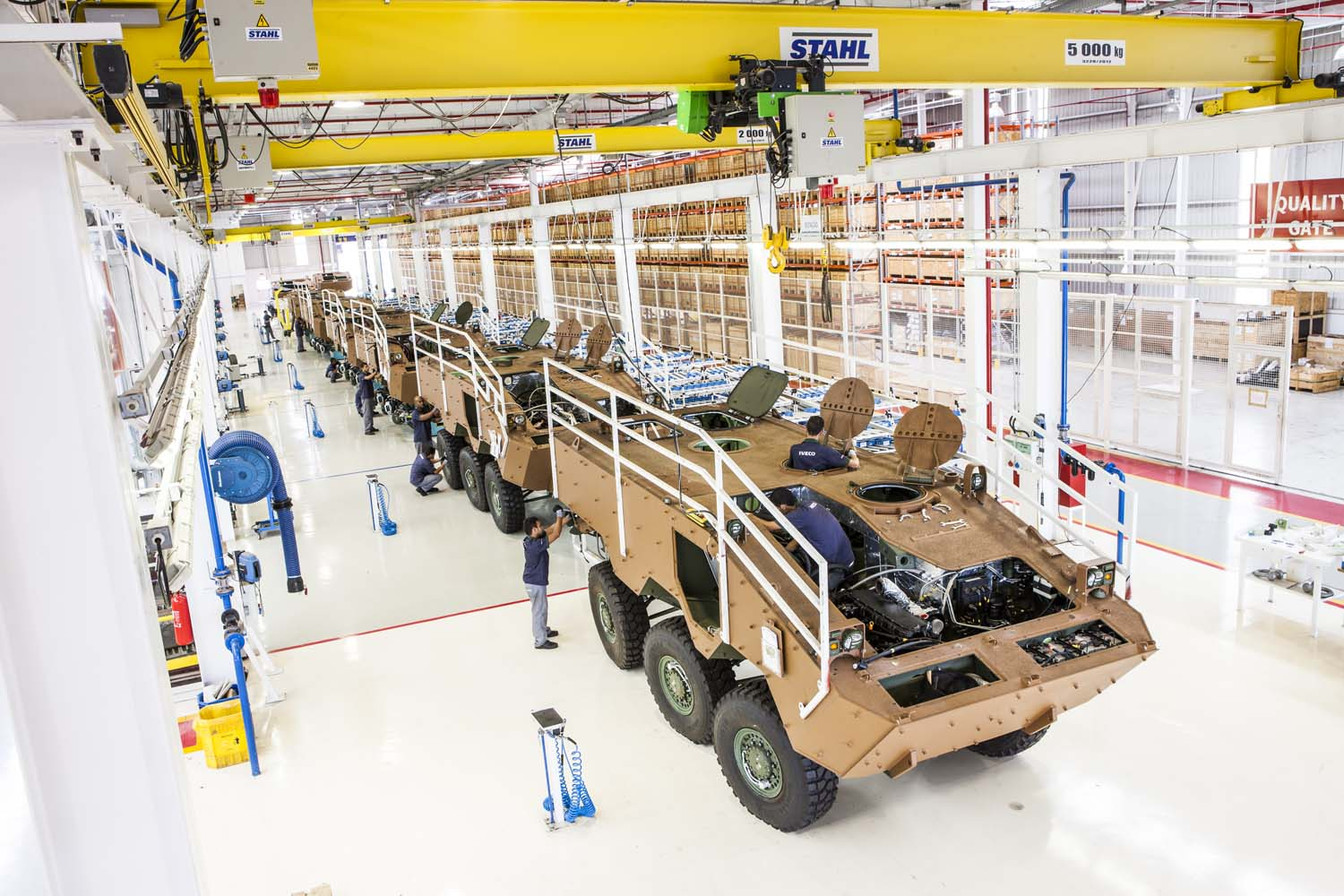
Produção do blindado Guarani

A indústria bélica do Brasil é uma das mais importantes do mundo, possuindo uma gama variada de fabricantes de diversos equipamentos militares, armas de fogo, munições, mísseis, aeronaves, blindados e explosivos. É responsável por um faturamento anual aproximado de R$ 1 bilhão e pelo emprego de cerca de 40 mil pessoas, segundo dados da Aniam (Associação Nacional da Indústria de Armas e Munições).
De 1975 a 1985 o Brasil tornou-se um dos poucos países a simultaneamente produzir aeronaves, artilharia, blindados, sistemas de navegação e radar e navios de guerra. Chegou a ser o décimo maior exportador de armamentos. A indústria entrou em crise no final dos anos 80 e início dos 90, mas algumas empresas sobreviveram e prosseguiram o desenvolvimento no século XXI.
Atualmente, o maior exportador militar do Brasil é a Embraer, que exporta anualmente seus aviões Super Tucano em versões militares e de treino, a linha ERJ com alterações militares e seus cargueiros KC-390, seguido de empresas como a Helibras (fabricante brasileira dos helicópteros da Airbus Helicopters), a Avibras (fabricante de mísseis, foguetes e sistemas de lançamento) e fabricantes de armas de fogo leves, principalmente pistolas e revólveres fabricados pela gaúcha Taurus, escopetas fabricadas pela Boito e fuzis de assalto fabricados pela estatal IMBEL com fins de exportação para mercados militares, civis e policiais em todo o mundo.
Desde 2007 o Brasil sedia a LAAD, principal feira de defesa, armamento e materiais bélicos da América Latina, recebendo visitantes, compradores e expositores de todos os continentes.

## História

### Antecedentes

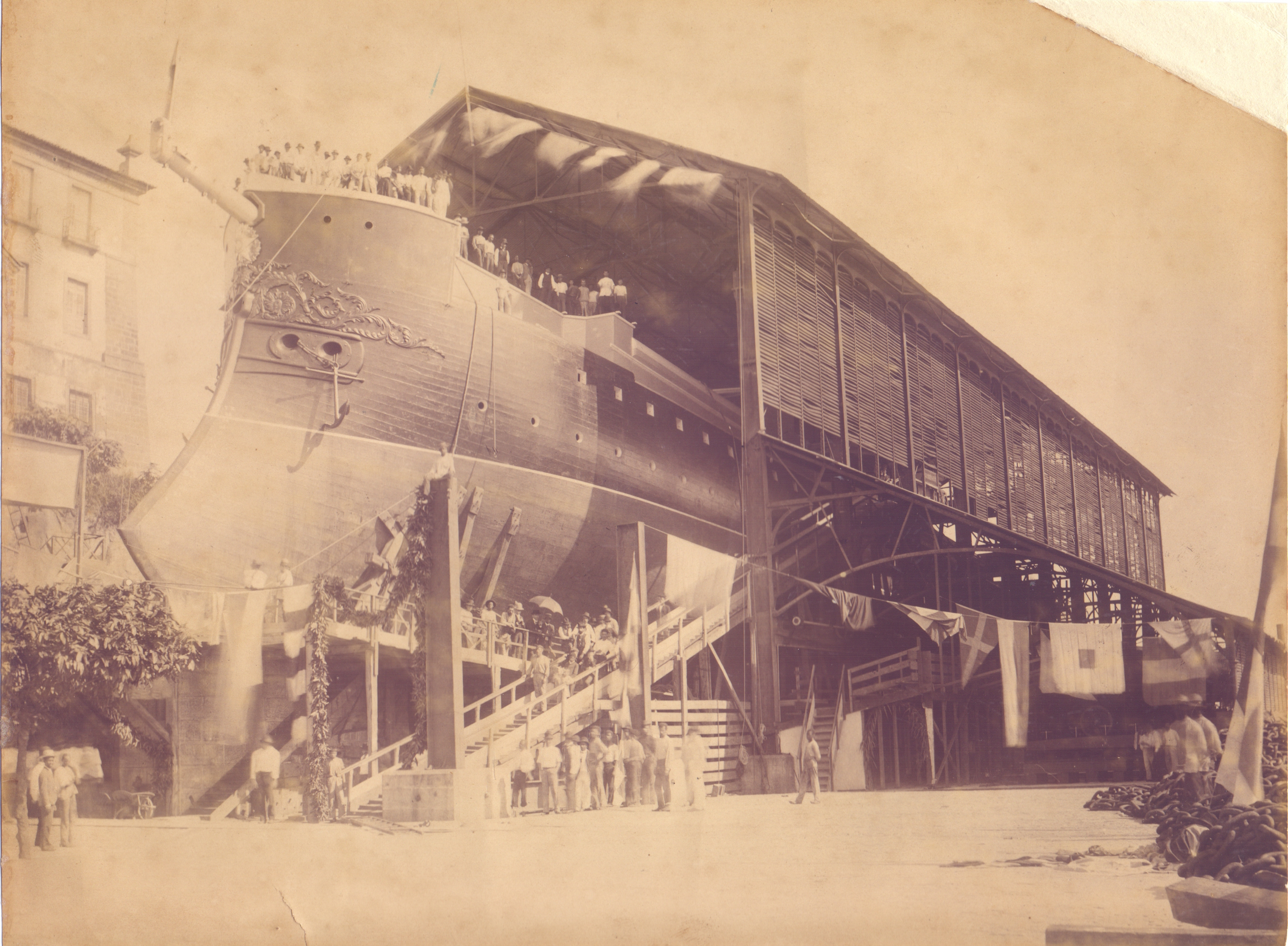
Construção do navio de guerra Tamandaré (1890)

Existem relatos de que em 1762 surgiu a Casa do Trem, no Rio de Janeiro, com o objetivo de fazer reparos e conservar armamentos e equipamentos de tropas já existentes na época. Esta data coincide com a criação do Arsenal de Guerra do Rio de Janeiro.
Oficialmente a indústria bélica surgiu no Brasil em 1808 com a criação da Fábrica de Pólvora da Lagoa Rodrigo de Freitas, no Rio de Janeiro, por Dom João VI. Por pertencer ao governo, durante muitos anos a fábrica de pólvora fez parte do Ministério do Exército, até finalmente em 1975 ser incorporada pela recém-criada IMBEL.
Anteriormente a isto, todo o armamento presente no Brasil era importado da Europa pelos colonizadores portugueses. Mosquetes, garruchas, bacamartes, chumbos, pólvoras e canhões eram trazidos nos porões dos navios para fins de caça, defesa da colônia, utilizado também para as expedições bandeirantes e controle dos índios e escravos na época. Muitas armas deste período ainda podem ser encontradas em diversos museus espalhados pelo Brasil.
A Marinha tinha alguns arsenais, especialmente o do Rio de Janeiro que foi estabelecido em 1763. Seu primeiro navio de guerra foi construído quatro anos depois. No período Joanino a construção naval concentrava-se na Bahia em virtude de sua madeira. De 1810 a 1822 só foram construídos sete navios de guerra. Em 1827, os arsenais construíram uma nau, três fragatas, uma corveta e oito canhoneiras. Não chegavam a formar um complexo naval industrial e não conseguiram acompanhar os avanços tecnológicos. A substituição da vela pelo motor a vapor e da madeira pelo ferro exigiam a construção industrial, não artesanal. Na Guerra do Paraguai o país projetou encouraçados em tempo recorde, mas após a custosa construção do couraçado Tamandaré em 1890 e o bombardeio e transferência dos equipamentos do Arsenal com a Revolta da Armada de 1893, a importação tornou-se o principal meio de expansão da Esquadra.
Ao longo do século XIX havia produção de pólvora, fundição de canhões e construção naval, sob controle estatal e próximos ao centro de poder. Em algumas regiões estratégicas a produção privada de armas leves e munição seria estimulada. No início da República, o Exército tinha uma Fábrica de Cartuchos e Artefatos de Guerra (Rio), duas Fábricas de Pólvora (Rio e Mato Grosso), três Arsenais de Guerra (Rio, Rio Grande do Sul e Mato Grosso) e Laboratórios Pirotécnicos (Rio Grande do Sul), de Bacteriologia, Químico e Farmacêutico (Rio).

### Desenvolvimento (até os anos 60)

Construção da Companhia Siderúrgica Nacional (1941)

Na anos 30, surgiram mais cinco fábricas do Exército. No governo de Getúlio Vargas a centralização, industrialização e adesão das elites políticas e industriais abriram caminho para a causa da autonomia militar. O capital privado tinha pouco interesse no setor e a produção estatal limitava-se a armamentos de pequeno calibre e explosivos, mas a partir desse período surgiu a indústria de base necessária para agregar valor aos itens militares, marcadamente com a Companhia Siderúrgica Nacional, de 1941. As políticas de substituição de importações dos governos subsequentes também foram importantes. A dependência externa para os equipamentos militares era considerável, especialmente com o Acordo Militar Brasil-Estados Unidos. O armamento norte-americano predominou de 1946 a 1970, permitindo criar uma divisão blindada e outra aeroterrestre. A livre entrada do armamento estrangeiro inibiu projetos nacionais.
Até 1960 quase toda a produção militar ocorria na Base do Galeão e nas fábricas e arsenais do Exército e da Marinha. Enquanto isso a indústria como um todo crescia, de forma que quando o setor militar se diversificou, já tinha fornecedores e recursos humanos à disposição, com indústrias metalúrgica e automobilística estabelecidas. Isso o diferenciou da indústria bélica argentina, desenvolvida mais cedo e usada para alavancar o crescimento da indústria civil; no Brasil ela somente alavancou a sofisticação das indústrias já articuladas.

#### Para a Marinha

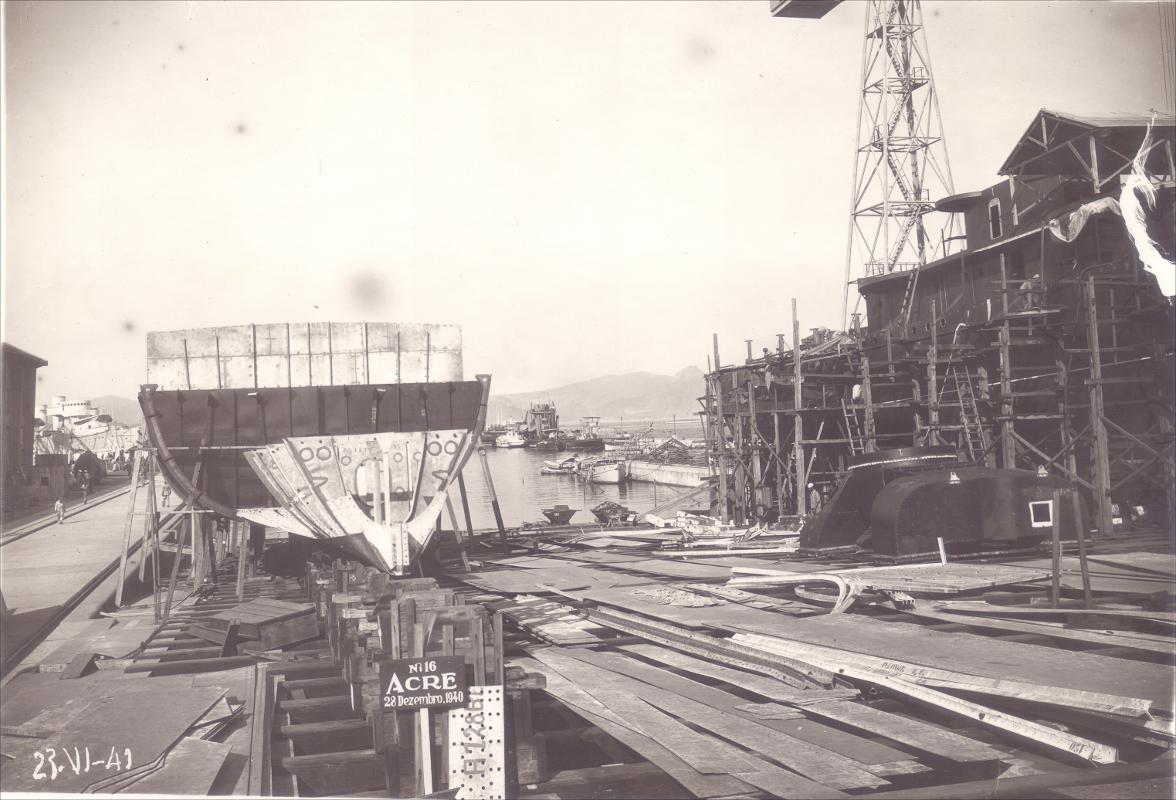
Construção do navio contratorpedeiro Acre (1941)

A política nacionalizante de Vargas foi aplicada na Marinha. A alteração em 1934 do Programa Naval de 1932 previa o restabelecimento da construção naval militar. Conforme o ministro da Marinha, Aristides Guilhem, isso seria possível pela adaptação prévia dos estaleiros para trabalhar com peças importadas. Para afastar as ofertas industriais da Alemanha, entre as quais a construção de um porto e um arsenal naval, os Estados Unidos, com quem ela disputava por influência econômica no país, apoiaram a Marinha brasileira. Além das ofertas da construção ou cessão de contratorpedeiros americanos, a Missão Naval deu sua assistência à construção naval brasileira, para a qual os planos dos contratorpedeiros classe Mahan foram vendidos a preço simbólico e usados na construção de três contratorpedeiros brasileiros de classe M. Até 1945, também foram montados dois monitores, três caça submarinos e seis corvetas. Os planos de construir submarinos não se concretizaram.
Embora ainda dependente dos pré-fabricados importados, essa indústria já tinha quadros técnicos experientes e conseguia cobrir parte da demanda por canhões, munições, torpedos e equipamento eletrônico. A importação continuou e ganhou volume na Segunda Guerra Mundial com o Lend-Lease. Os EUA cessaram seu apoio à construção naval brasileira quando sua própria já permitia ceder excedentes aos aliados e sua política externa para a América do Sul tornou-se equilibrar as forças entre os países. O material importado continuou barato no pós-guerra. Após a deposição de Vargas, a atitude de suspeita com todas as medidas da administração anterior esvaiu os ganhos realizados. A construção de navios de guerra desacelerou bastante. Porém, no governo de Juscelino Kubitschek, o investimento em engenheiros navais e o estabelecimento da base industrial para a produção de componentes navais permitiriam seu ressurgimento posterior.

#### Aéreo

Montagem de Focke-Wulf Fw 58 na Base Aérea do Galeão

Tentativas de implantar a indústria aeronáutica, inclusive a militar, datam dos anos 30. Tinham sucesso limitado, como a produção do Muniz M-7 ou o FW 58, fruto de um acordo entre a Marinha e a Focke-Wulf. A Força Aérea Brasileira tornou-se independente em 1941, mesmo ano do Ministério da Aeronáutica, também responsável pela aviação civil. Sua criação expressava uma ambição de desenvolvimento nacional que incluía um complexo industrial aeronáutico. Este, porém, estaria apenas no futuro, pois o país era agrário e não tinha uma indústria avançada. O instrumento para a executar a ambição foi o estabelecimento do Instituto Tecnológico de Aeronáutica (ITA) em 1950 e do Centro Técnico da Aeronáutica (CTA), difundindo o conhecimento técnico e impulsionando o nascimento de indústrias. O CTA é considerado marco da indústria de armamentos moderna. A Base do Galeão produzia pequenos aviões de treino com tecnologia estrangeira, chegando a produzir um por dia durante a guerra. Muitos aviões importados foram submetidos à engenharia reversa.

#### Para o Exército

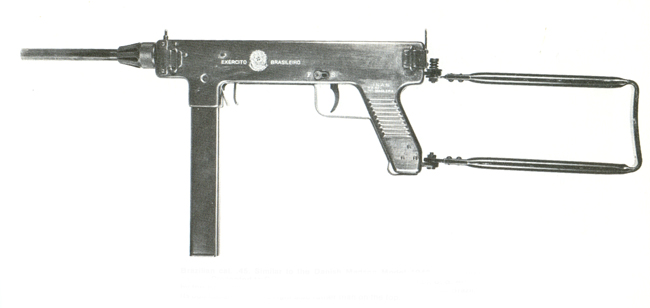
Submetralhadora INA

Para o fornecimento de armas leves para o Exército, surgiam a Rossi e a Taurus, respectivamente nos anos de 1889 e 1937, ambas sediadas no Rio Grande do Sul. Já a Companhia Brasileira de Cartuchos surgiu em São Paulo em 1926 e ganhou mercado com a venda de munições para as tropas paulistas na Revolução de 1932 e anos mais tarde, para a Força Expedicionária Brasileira durante a Segunda Guerra Mundial. No período pós-guerra surgiram muitos fabricantes de armas, como a Indústria Nacional de Armas (INA) que foi fundada em 1949 por um militar que teria recebido os direitos de fabricação da metralhadora dinamarquesa Madsen M1946, após realizar uma missão técnica do Exército Brasileiro e ajudar a Dinamarca a evitar que alguns projetos de armas chegassem às mãos dos nazistas. A INA, junto à CBC e à Fábrica de Itajubá (fabrica de armas pertencente ao Ministério do Exército, incorporada em 1975 pela IMBEL), foram as principais fabricantes e fornecedores de armas de fogo para as forças militares e policiais entre as décadas de 50 e 60.
Uma questão tecnológica crucial era a adoção dos veículos motorizados e mecanizados. Entre os argumentos pela permanência parcial do cavalo, estavam o alto custo da substituição, a insuficiente rede de transporte, a necessidade de importar combustível, a limitada industrialização e a inexistência de uma indústria bélica capaz de produzi-los (embora a importação fosse uma possibilidade).  Um acordo com os EUA permitiu alguma moto-mecanização, mas nos anos 60 seu nível ainda era baixo: a infantaria era a pé e grande parte da cavalaria era hipomóvel.

### Apogeu (anos 60 a 80)
% das exportações de principais armamentos em 1977-81
A preocupação com a dependência na importação de armamento estrangeiro já existia com João Goulart e continuou entre os militares e estrategistas geopolíticos após o golpe de 1964: havia interesse em modernizar as Forças Armadas com o mesmo nível de armamento e equipamentos das demais potências, livrar-se de pressões de fornecedores externos, ganhar influência geopolítica no Terceiro Mundo e demonstrar a competência da elite dirigente. Com isso, empresas variadas começaram a adaptar e desenvolver projetos totalmente nacionais, baseados nos de sucesso no exterior. Os programas de desenvolvimento armamentista datam dos anos 60, com um grande desenvolvimento do parque industrial até seu apogeu nos anos 80. Nos anos 60, surgiram a Avibras (1961), Engesa (1963) e Embraer (1969), empresas que representariam mais de 90% da exportação de armamentos daquele período.
O crescimento ocorreu paralelo às restrições norte-americanas às exportações militares ao Brasil nos anos 60, seguidas da ruptura do Acordo Militar em 1977, ao avanço da indústria de bens de capital nos anos 70, ao milagre econômico brasileiro e em seguida à década perdida, que não a impediu de crescer rapidamente em meio à recessão do início dos anos 80.
O Estado desenvolvimentista colaborou com um setor privado empreendedor, ao contrário da Argentina, onde predominou o Estado, e do Chile, onde ele foi limitado. Ele investiu na pesquisa militar, abriu crédito, operou algumas estatais como a IMBEL e Embraer e garantiu um mercado comprando os produtos e realizando protecionismo. Os estrangeiros participavam com multinacionais, joint-ventures e transferência de tecnologia, esta última, pela relutância dos americanos, feita pelos europeus. A dependência estrangeira (coprodução e produção licenciada) foi calculada em 47% em 1987, sem levar em conta a grande importação de componentes, que elevaria a estimativa ainda mais. Outros países do Terceiro Mundo tinham cooperação industrial e tecnológica: Arábia Saudita, Argentina, China, Egito, Iraque e Líbia.
A indústria era bastante concentrada, com o predomínio da Engesa, Avibras e Embraer. Todo o programa espacial, produção de aeronaves e carros de combate estavam em São Paulo, enquanto o setor naval estava no Rio de Janeiro.

#### Exportação
Exportações militares brasileiras por região de destino, 1974-1998 (%)

O Estado não conseguia gerar muita demanda, pois a partir do final dos anos 70, a dívida pública era pesada. Ao contrário das produções argentina e chilena para as forças nacionais, a orientação da indústria era para o mercado externo, com exportação forte a partir dos anos 70. A estratégia de mercado brasileira  – procurar um nicho distinto do das grandes potências, vendendo produtos de baixo custo, adaptados às exigências do comprador – teve sucesso.  Os clientes eram variados, como os regimes de Augusto Pinochet, Saddam Hussein e Muammar al-Gaddafi. Um dos componentes do sucesso era a indiferença (normalmente) ao alinhamento político dos compradores, muitos dos quais estavam sob sanções dos Estados Unidos ou organismos multilaterais. Porém as vendas passavam pelo Ministério das Relações Exteriores, que chegou a vetar o envio de blindados a El Salvador e Honduras por julgar que conduziria ao conflito. Não havia condições sobre o uso dos produtos, levando, por exemplo, à Líbia comprar material e transferi-lo ao Irã; isto era fonte de protestos norte-americanos. Uma publicação do Congresso americano de 1991 notou que os Departamentos de Estado e Comércio haviam restringido transferências tecnológicas ao setor de defesa brasileiro pelo temor de proliferação.

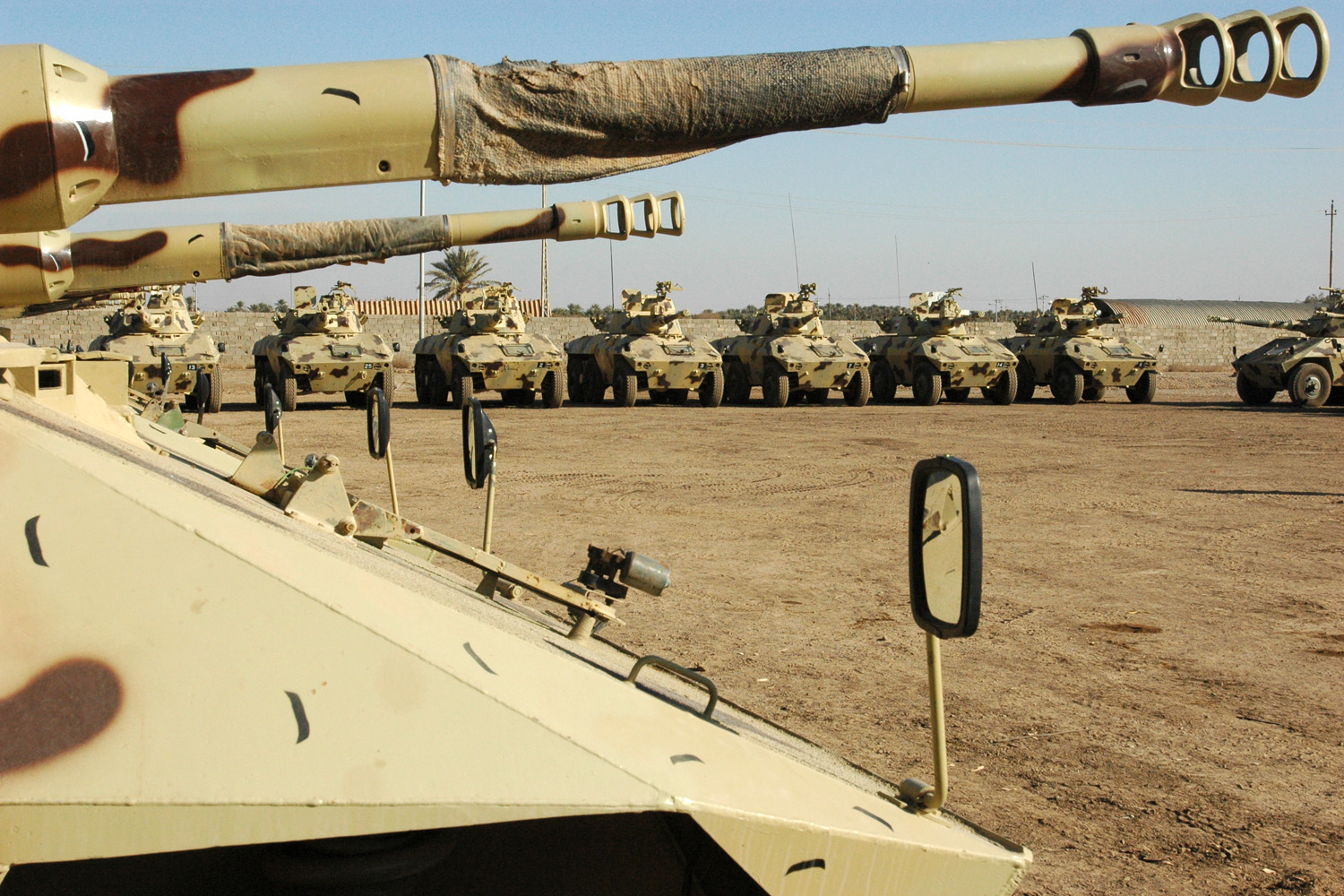
O EE-9 Cascavel em serviço iraquiano (2008)

O Oriente Médio representava 48,3% das compras de 1982 a 1986, e o Iraque, 38,6%, impulsionado pela Guerra Irã-Iraque, que causou um boom nas exportações brasileiras. O Norte da África também era grande comprador. Na América Latina, havia clientes importantes como o Chile e a Colômbia.
O mercado internacional era favorável à exportação brasileira. EUA, URSS e Reino Unido perdiam espaço para outras potências como França, Itália e Alemanha, e os países mais avançados do Terceiro Mundo também conseguiam entrar. A transferência de tecnologia era intensa. A crise petrolífera de 1973 aumentou as compras do Oriente Médio e induziu os importadores de petróleo a exportar armamentos para conseguir divisas. O Brasil recorreu ao countertrade, pagando seu petróleo com as exportações, entre elas o armamento; tal modalidade de comércio chegou a cobrir 65% das importações petrolíferas em 1986. Ex-colônias eram um mercado esquecido e buscavam fornecedores além de suas antigas metrópoles. A alta tensão na Guerra Fria de 1979 a 1985 estimulava a demanda e os Estados Unidos não vendiam a muitos países não alinhados.
Assim o setor teve seu ápice entre os anos de 1980 e 1992, onde conseguiu em todos os anos, exceto em 1981, integrar a lista dos 20 maiores exportadores de material bélico do mundo. Em 1985 o Brasil alcançou o 10º lugar, sendo essa a sua melhor colocação com aproximadamente 1% do total de vendas mundial neste ano. Um artigo de 2001 com um panorama conservador acerca do real tamanho da indústria, acusando-a e a imprensa de superdimensionar sua relevância, cita trabalhos anteriores com as seguintes conclusões: atingiu 39 mil trabalhadores em 1986 (0,4% da indústria e 0,06% da economia) ou não chegou aos 50 mil no ápice; a participação no PIB não alcançou 0,2% e na produção industrial 0,9%, com um impacto econômico muito limitado; o pico de valor exportado foi de U$ 570 milhões em 1987, com uma média de 186 milhões em 1975-1988 e é duvidoso se o saldo para a balança comercial foi positivo. Outros valores são de U$ 200 milhões a 1 bilhão exportados anualmente nos anos 80 ou um pico de U$ 2 bilhões em 1985/1986.
Exportações brasileiras de armamento (1974-1998) em milhões de TIVs do SIPRI

#### As empresas

##### Blindados

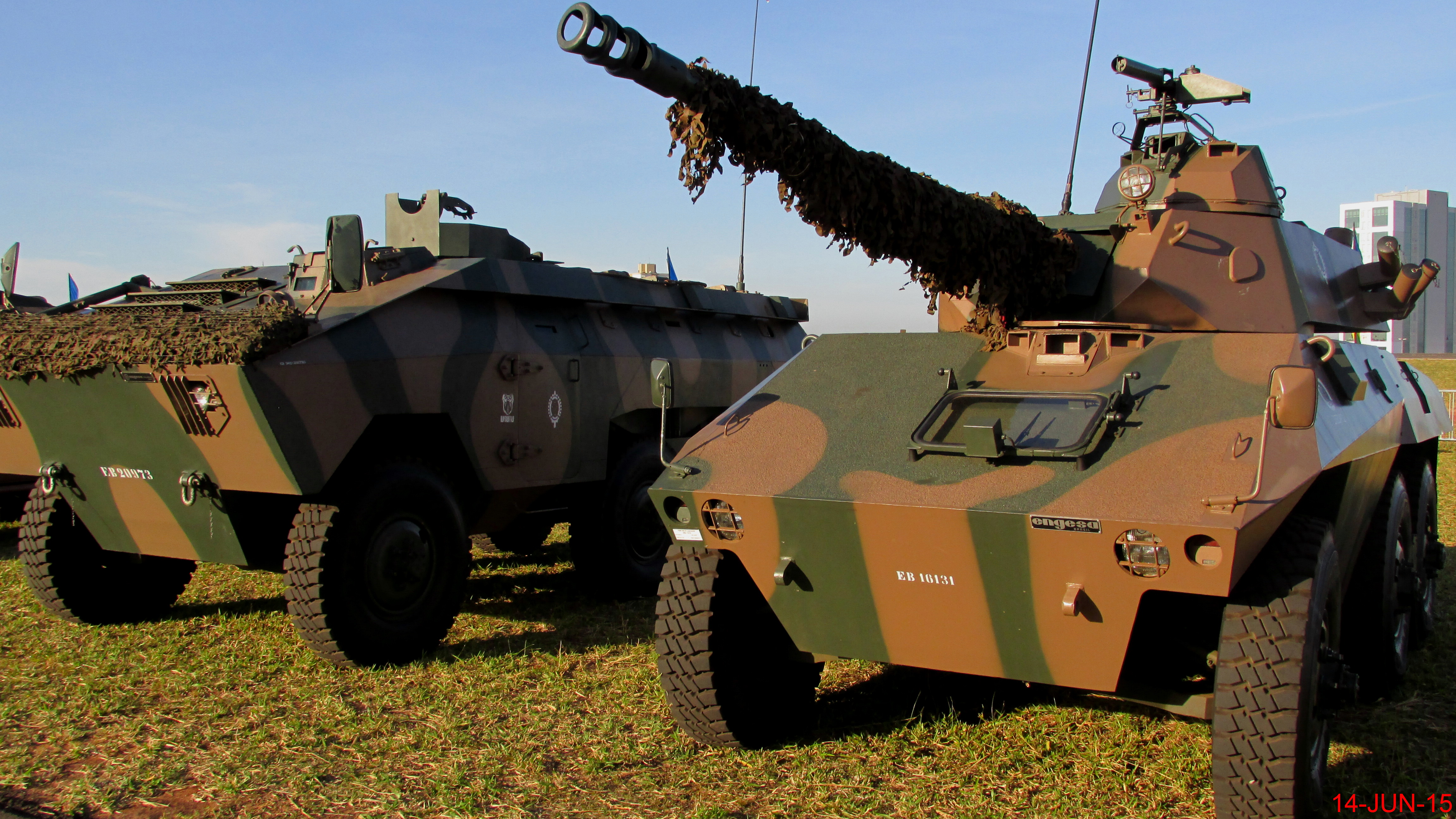
Urutu (esquerda) e Cascavel (direita)

No setor de blindados predominava a Engesa, com uma participação menor da Bernardini, Biselli, Novatração, Gurgel e Motopeças. O setor de veículos terrestres em geral era mais amplo. A partir dos anos 60 e 70 quase todo o parque de veículos não blindados do Exército era fornecido pela indústria nacional, como ônibus, camionetas, picapes de transporte geral e ambulância e caminhões de carga, tanque, oficina e de qualquer terreno. Eram fabricados pela Willys (ex: Rural), Chevrolet (ex: Veraneio) e Volkswagen. A Engesa militarizou muitos caminhões.
Ao mesmo tempo a necessidade da motorização e mecanização já era óbvia e os argumentos contrários não valiam mais: havia a Petrobras, uma malha rodoviária e indústria suficientes e um Produto Interno Bruto maior. Assim, nessa época as brigadas e batalhões de infantaria tornaram-se motorizados, as de cavalaria mecanizadas e aumentaram as unidades blindadas.
O abastecimento das formações mecanizadas e blindadas exigiu um projeto de três etapas do Exército em São Paulo. A princípio foram adaptados motores e componentes mecânicos nacionais em veículos importados, em meados dos anos 60, conseguindo modernizar os carros de reconhecimento M8. Em seguida foram desenvolvidos blindados sobre rodas nacionais, o EE-9 Cascavel e EE-11 Urutu da Engesa, sucessos nacionais e internacionais. Foram vendidos entre 1.352 e 1.758 Cascavéis e entre 420 e 888 Urutus. Por último, vinha o desenvolvimento de blindados sobre lagartas, iniciado paralelamente às fases anteriores com a modernização dos M2 Meia-lagarta e M3 Stuart, com a participação principal da Biselli e Bernardini. O M41 Walker Bulldog foi também modernizado. Esta etapa culminou nos anos 80 com o desenvolvimento de dois carros de combate, o MB-3 Tamoyo da Bernardini e o EE-T1 Osório da Engesa, que, porém, não chegaram a encontrar comprador.

##### Armamentos leves

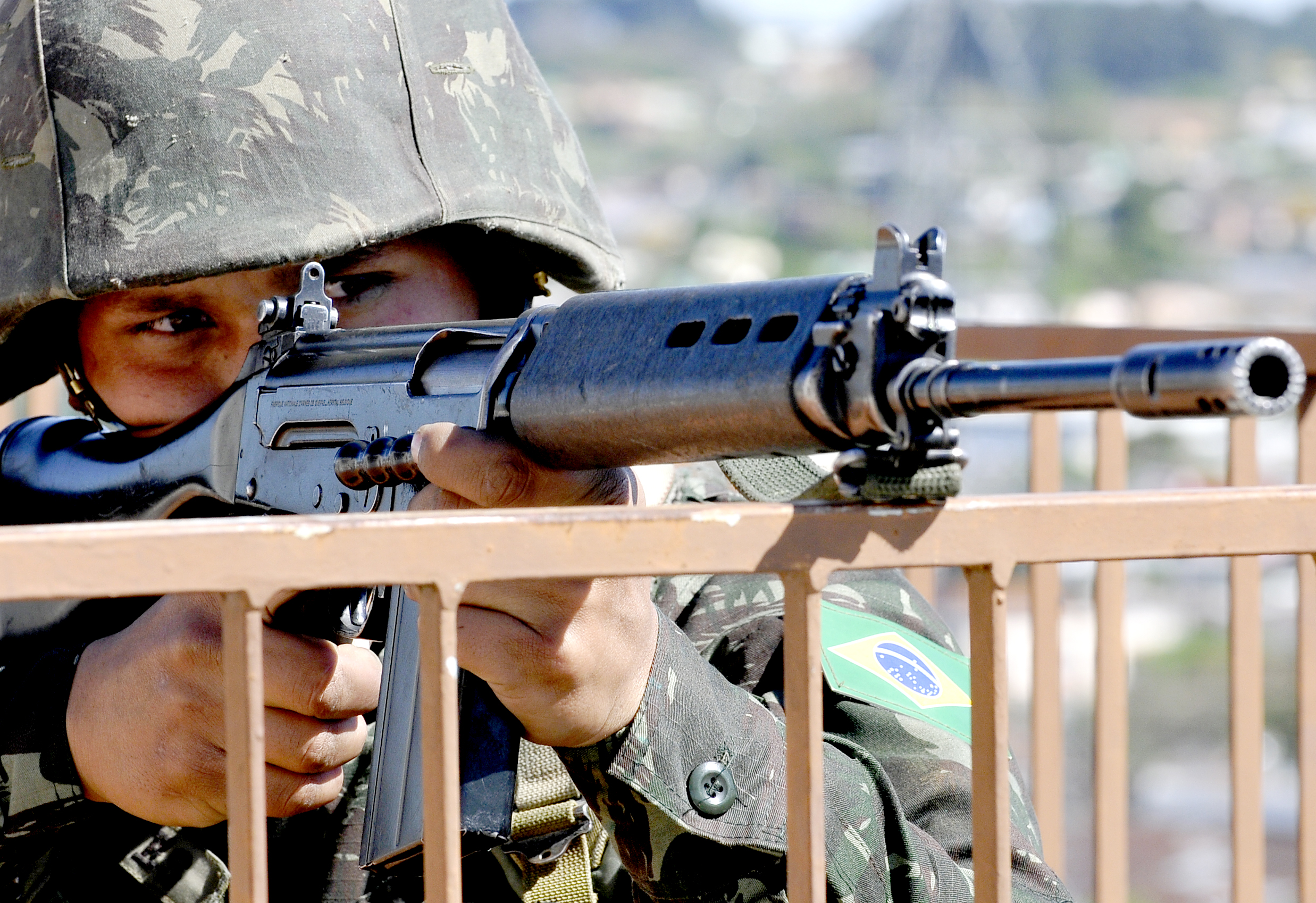
FAL em serviço brasileiro (2013)

Com o milagre econômico e o crescimento dos grandes centros urbanos, foi surgindo uma demanda maior por armas de fogo para civis, o que alavancou as vendas, importações e a implementação de fábricas de armas no Brasil. Empresas tradicionais como a Taurus e a Rossi passavam a competir com fabricantes menores que surgiram neste período como a Urko, Fábrica de Armas Modernas (FAM), Castelo, INA, dentre outras. Muitas desenvolviam projetos militares em paralelo à produção de armas civis. Em 1974, a italiana Beretta, que havia ganhado uma licitação para fornecer novas armas de fogo para as forças armadas, instalava uma fábrica em São Paulo para produzir as pistolas Beretta 92 e as submetralhadoras M12 que seriam entregues aos órgãos militares brasileiros, esta fábrica viria a ser comprada pela Taurus entre 1979 e 1980, juntamente com as patentes das armas ali fabricadas que logo passaram a ser utilizadas pela fabricante gaúcha. As fábricas do Exército foram reunidas na IMBEL em 1975. Nessa época os fuzis e mosquetões de repetição com acionamento por ferrolho deram lugar ao fuzil de batalha FN FAL, em parte importado da Bélgica e em parte fabricado em Itajubá. Em meados dos anos 1980, fuzil do tipo bullpup LAPA FA-03, desenvolvido por Nelmo Suzano, foi rejeitado pelos militares. Segundo o especialista Ronaldo Olive, as causas desta rejeição foram a visão tradicionalista dos militares combinada com fatores políticos daquele momento. O nível tecnológico das armas leves, que estava muito defasado, teve um grande avanço geral.

##### Mísseis e foguetes

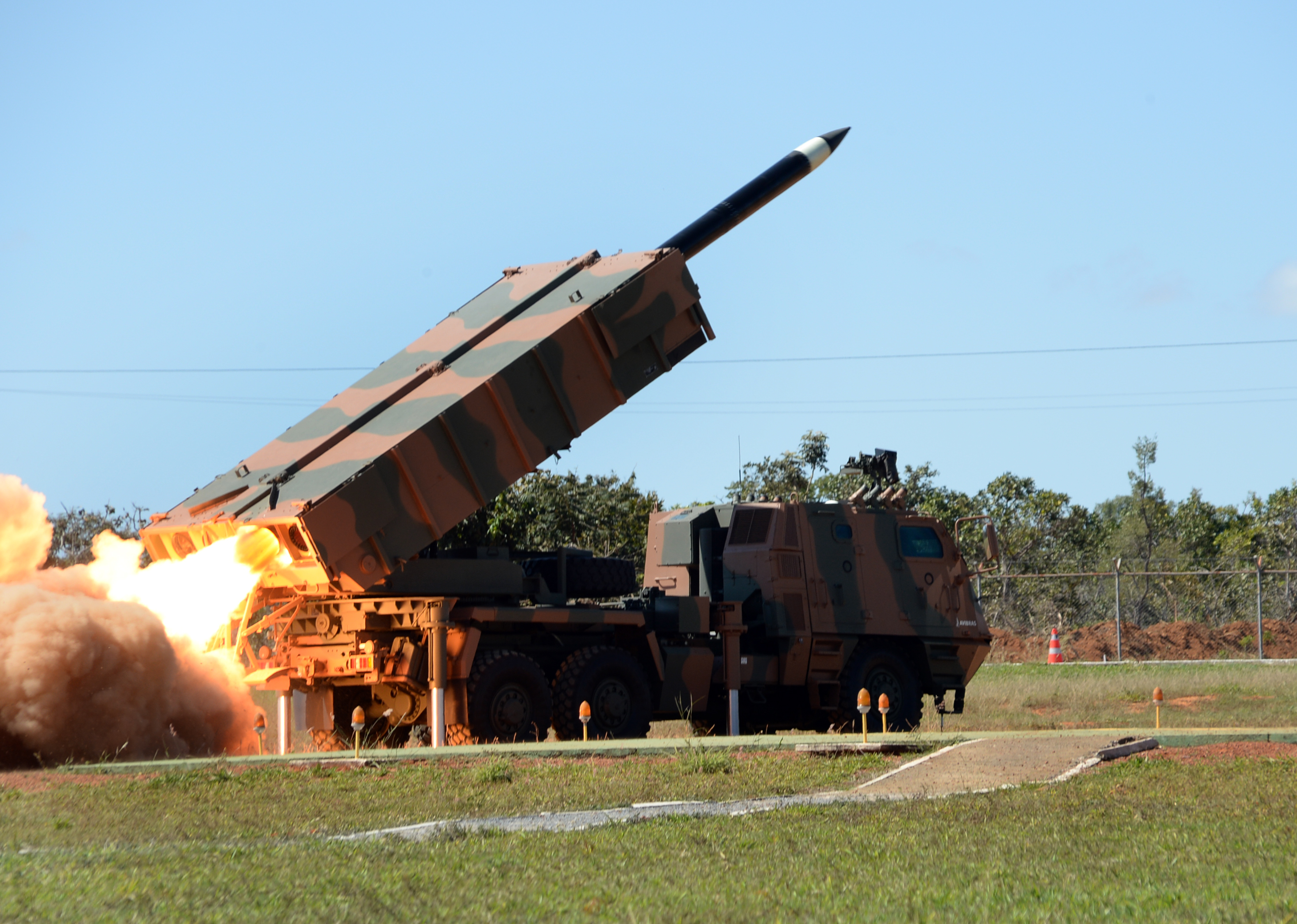
Astros II modernizado no projeto Astros 2020 pela Avibras

Criada como "Aviões para o Brasil", a Avibras chegou a projetar duas aeronaves de treino, o Alvorada e o Falcão, mas não se firmou no setor, em parte para não competir com a Embraer. Tornou-se participante do programa espacial e a potência do setor de mísseis e foguetes, de interesse dos três ramos das Forças Armadas e não monopolizado por qualquer um. Era uma empresa menos ligada ao Estado que a Engesa e ainda mais focada na exportação. Por seu desenvolvimento de propelente de foguete no início dos anos 60 foi alistada para projetar os foguetes da família Sonda. Ambicionava um míssil como o Pershing II — 300–600 km de alcance carregando 300 kg, eventualmente de uma arma nuclear — mas não permaneceu dentro do programa Sonda. Não se entendendo com a FAB, encontrou espaço nos foguetes para o Exército, nicho menos valorizado que os canhões e onde poderia aplicar o que desenvolvera anteriormente.
Produziu uma grande quantidade de bombas de queda livre (incendiárias ou explosivas) e desenvolveu os mísseis SBAT de 70 mm e abasteceu a artilharia com foguetes de 108 mm, mas o Exército queria um sistema mais poderoso. Começou assim o desenvolvimento do que seria o sistema ASTROS de artilharia de saturação. O pagamento adiantado de um contrato com o Iraque permitiu expandir a empresa e concretizar o lançador múltiplo de foguetes 6x6 ASTROS-1 e seu sucessor, o ASTROS-2, oferecido aos iraquianos como três veículos: de lançamento, remuniciador e estação diretora de tiro. Os primeiros ASTROS-2 embarcaram ao Iraque em 1984, e logo outros países compraram. O Exército brasileiro recebeu sua primeira bateria em 1989. Para a artilharia antiaérea brasileira foi vendido após 1983 o Equipamento de Direção de Tiro FILA (Fighting Intruders at Low Altitude).
Em 1986, surgiu a estatal Órbita, com capital da Engesa, Embraer e IMBEL para competir com a Avibras. O setor de mísseis e foguetes também envolveu a Indústria Aeronáutica Ltda (EQUIPAER).

##### Aeronaves

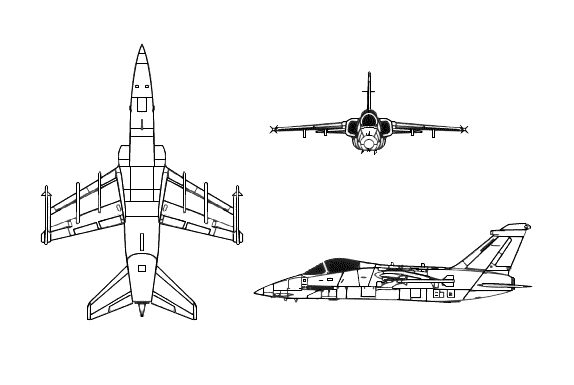
AMX A-1

Criada em 1969 sob controle estatal mas aberta ao investimento privado, a Embraer já começou com uma estrutura, isenção de impostos na importação, o projeto do avião de transporte "Bandeirante" e logo pedidos de 80 Bandeirantes e 112 EMB-326 "Xavantes" licenciados. Somados a uma ordem de 50 aeronaves do Ministério da Agricultura, já tinha compras para oito anos de produção no ritmo inicial. O EMB-110 Bandeirante teve uma variante antissubmarino, o EMB-111 "Bandeirulha". O Xavante era avião de treino e, embora defasado, foi um salto tecnológico e 167 foram produzidos. Vieram o EMB-121 Xingu em 1976 e nos anos 80 o EMB-120 Brasília e o EMB-312 Tucano, os dois primeiros de transporte e o último de treino e ataque leve. A cooperação com a Aeritalia e Aermacchi, com os brasileiros responsáveis por 1/3 do desenvolvimento, resultou no AMX A-1, aeronave subsônica de combate ligeiro, usado tanto pela FAB quanto pela Força Aérea Italiana.
O setor tinha várias outras empresas, como a Aerotec, criada em 1962, fez o avião de treino T-23 Uirapuru e foi absorvida pela Embraer em 1987. Mesmo destino teve a Neiva, fabricante de vários modelos para a FAB. A GESPI Aeronáutica Ltda, de 1974, trabalhava em tecnologia e manutenção. O governo entrou no segmento de asas rotatórias através de uma joint-venture com a Aérospatiale, a Helibras, surgida em 1974. Entregou os primeiros helicópteros HB-350 Esquilo à Marinha em 1979. No segmento de controle de tráfego aéreo, a implantação dos dois primeiros CINDACTA em 1972 e 1982 foi com tecnologia francesa da Thomson-CSF e a participação brasileira da Esca Engenharia.

##### Indústria naval

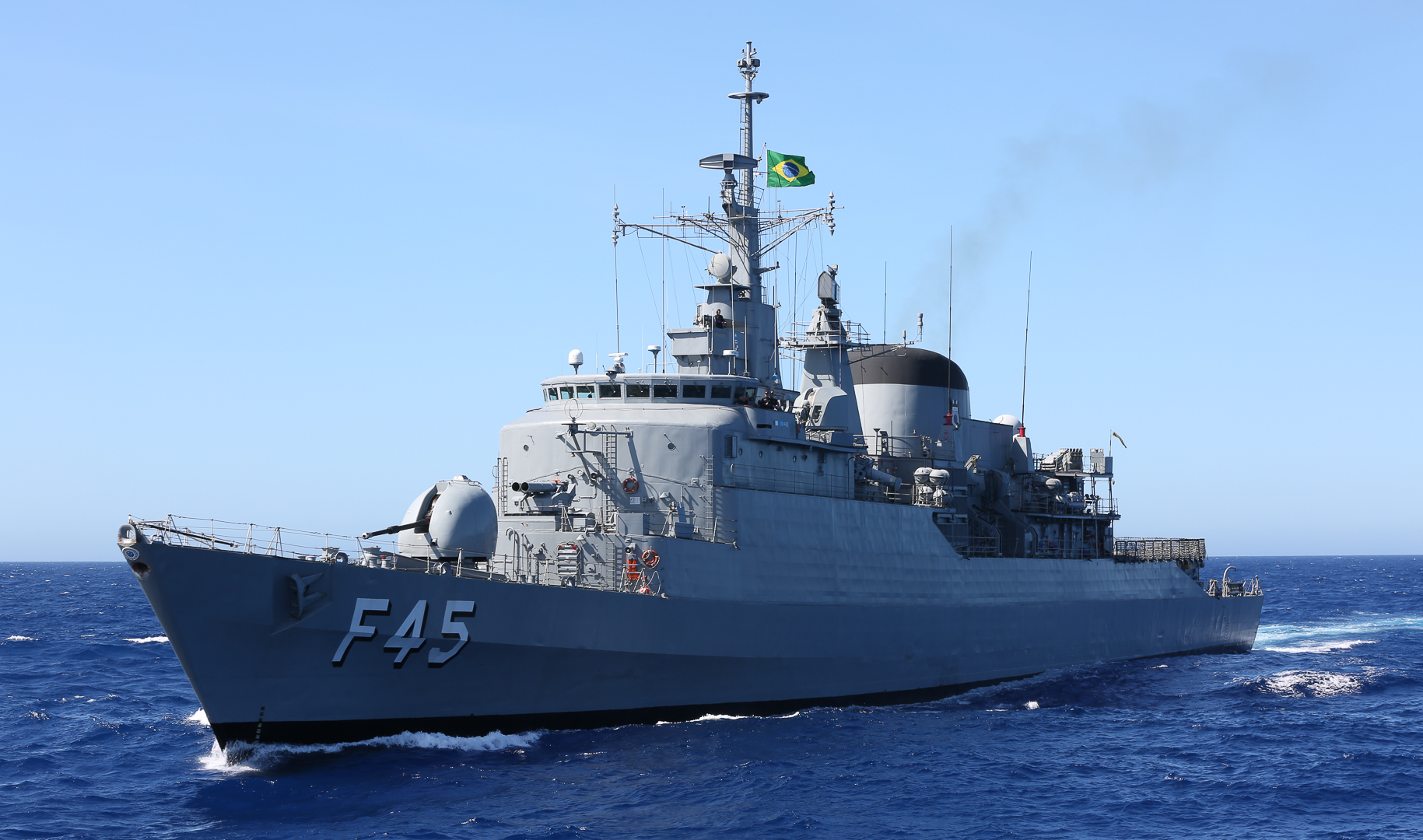
Fragata União

Quase todas as embarcações foram construídas no Arsenal da Marinha do Rio de Janeiro. Em anexo ao Arsenal estava a Empresa Gerencial de Projetos Navais (Emgepron). Havia alguma participação da Indústria Naval do Ceará (Inace), MacLaren, Ishikawajima do Brasil (Ishibras), Verolme Estaleiros Reunidos, Indústrias Reunidas Caneco e Estaleiro Mauá.
O Programa Decenal de Renovação dos Meios Flutuantes de 1967 previa a aquisição de mais de 120 embarcações, tendo como prioridade a nacionalização para reduzir a dependência na Marinha dos Estados Unidos. A construção reiniciou no final dos anos 60 com 6 navios de patrulha costeira de projeto americano, a classe Piratini, seguidos de 2 navios de patrulha fluvial de projeto nacional. O salto ocorreu com as fragatas da classe Niterói, quatro produzidas no Reino Unido e duas no Brasil de 1972 a 1980. Em seguida vieram as corvetas da classe Inhaúma, e, por fim, os submarinos da classe Tupi, inicialmente adquiridos e depois produzidos sob licença, inserindo o Brasil no seleto grupo de fabricantes de submarino.

### Crise (anos 80 e 90)

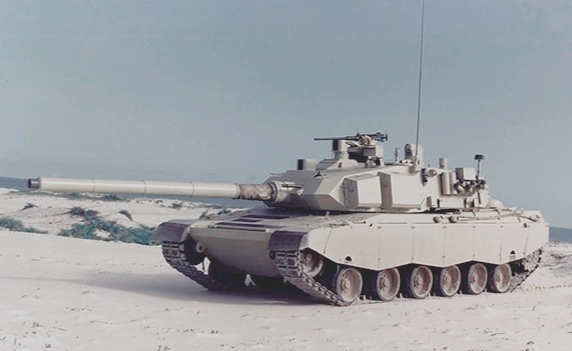
Tanque Osório

Embora o sucesso exportador brasileiro estivesse firmado em produtos simples, as empresas ficaram convencidas que seus clientes também aceitariam um nível tecnológico maior. Um exemplo foi o carro de combate principal Osório da Engesa. Adotando tecnologias sofisticadas da época, passou nos testes da Arábia Saudita em 1987, ao lado do M1 Abrams, mas não foi escolhido e os 50 a 150 milhões de dólares gastos no desenvolvimento não deram fruto. A partir de 1987, o setor estava visivelmente em crise, com dispensas de funcionários e perdas financeiras. No início dos anos 90, as três grandes — Engesa, Avibras e Embraer – caminhavam à bancarrota. As exportações despencavam em meio a um processo de desindustrialização. Com a capacidade produtiva insuficiente, as Forças Armadas voltaram-se à importação, que novamente predominou na origem dos armamentos e na mentalidade da liderança militar.
Concorrentes europeus e norte-americanos invadiam os mercados onde o Brasil havia se firmado. No Oriente Médio, principal comprador, o preço do petróleo estava em baixa e a guerra Irã-Iraque terminou em 1988. Os mercados de Terceiro Mundo com crescimento, a Índia e as Coreias, não foram capturados pelos brasileiros. O mercado global de armamentos não era mais favorável: a oferta crescia e com o fim da Guerra Fria, a demanda encolhia. O comércio estava em declínio. Havia pressão pelo desarmamento dos países de Terceiro Mundo. Os gastos militares diminuíam pelo mundo. O mercado que encolhia não oferecia economia de escala suficiente para o avanço tecnológico no qual se investia.
Dentro do Brasil, a crise econômica aprofundava-se e as Forças Armadas perdiam prioridade com o fim dos governos militares. As elites políticas latino-americanas trataram com indiferença a indústria bélica. A sobrevivência ou não das empresas dependia também de fatores internos. Na Engesa, o caráter organizacional estabelecido contribuiu à sua autodestruição, enquanto na Avibras permitiu sua perpetuação.
A Engesa faliu em 1993, não por causa do Osório, pois já falhava com seus clientes e não havia mais tanta demanda pelo Cascavel e Urutu, mas a queda nas receitas de exportação coincidiu com altos investimentos. Na Embraer, o programa AM-X foi mantido apesar de custos crescentes devido ao interesse do governo Sarney e do Ministério da Aeronáutica, acumulando uma dívida de U$ 680 milhões em 1990. Nos últimos sete anos, caíam as vendas do Tucano. A política de informática causava uma ameaça de sanções americanas. O processo de privatização, iniciado no governo Collor, foi concluído em 1994. Voltando sua vocação mais ao mercado civil, retomou o crescimento, sendo citada como exemplo de sucesso. Permaneceu no mercado militar: o Super Tucano fez o primeiro voo em 1999. A Avibras sobreviveu mas com dificuldade e sem a retomada da Embraer.
Exportações globais de armamento (1974-1998) em milhões de TIVs do SIPRI

### Retomada (anos 2000–presente)

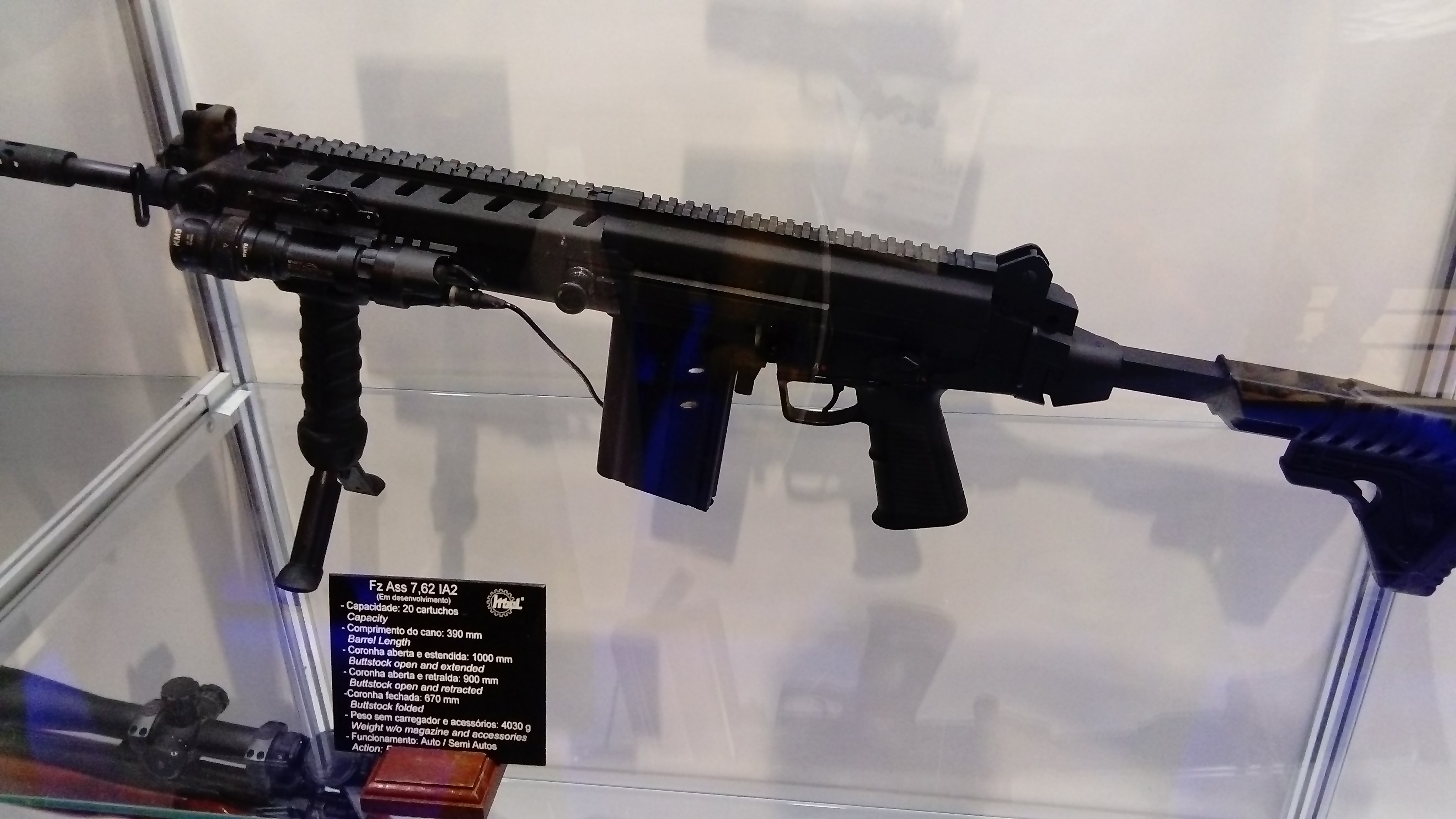
Fuzil de batalha IMBEL A2 em calibre 7,62×51mm NATO exposto na LAAD 2018

O reaquecimento da atividade militar já era visível no início da década de 2000 e tomou corpo com a política industrial a partir de 2005, almejando ganhar influência internacional, substituir os armamentos obsoletos e defender recursos como o petróleo. O Ministério da Defesa é o principal comprador. Métodos incluíam offsets e transferências de tecnologia nas importações de armamentos e a conexão da pesquisa e desenvolvimento (P&D) com o setor bélico. Os gastos militares cresceram consideravelmente (embora a P&D não tanto quanto o esperado), acompanhando o crescimento do PIB com o boom das commodities. Em 2015 o declínio econômico havia posto em cheque este novo projeto industrial militar.
Recentemente com o maior interesse da população civil em armas de fogo, os programas de renovação de armamentos e aeronaves das Forças Armadas Brasileiras, aliados às políticas armamentistas do governo Jair Bolsonaro, o Brasil tem sido o principal destino de indústrias de armamento e defesa estrangeiras interessadas em instalar suas fábricas no território brasileiro. Algumas empresas como Springfield Armory, CZ, Caracal e SAAB demonstraram interesse ou já começaram a instalar novas fábricas no Brasil.
Em 2019, foi aprovado o decreto nº 9.847 em 25 de junho com o objetivo de flexibilizar o porte, posse, a compra e a venda de armas de fogo no Brasil. O decreto foi considerado um substituto para a lei anterior, o Estatuto do Desarmamento, que estava em vigor desde 2003. Um ano depois, foi liberada a venda e posse de fuzis de assalto por civis, com isso, a lei atual passou a permitir o uso de calibres anteriormente restritos como o 9mm, .40 S&W, .45 ACP, .357 Magnum, além de permitir calibres de armas longas como o 5,56x45mm NATO.
Empresas de outros ramos da indústria bélica também tem se mostrado interessadas no mercado brasileiro, sobretudo no ramo de veículos blindados, aeronaves e sistemas de defesa avançados. Outras empresas nacionais que já desenvolviam tecnologias militares para o mercado externo passaram a investir pesado em novos produtos e serviços, um desses exemplos é a Avibras, que recentemente em parceria com o Exército esteve desenvolvendo um novo sistema de mísseis de longa distância com alcance de aproximadamente 300 km. O projeto faz parte do projeto Astros 2020, um plano de modernização dos sistemas de lançamento múltiplo de foguetes Astros II. A montadora italiana Iveco produz em Sete Lagoas o blindado de transporte Guarani, que permitirá mecanizar a infantaria e substituir os Urutus da cavalaria.

## Fabricantes por tipo de produto

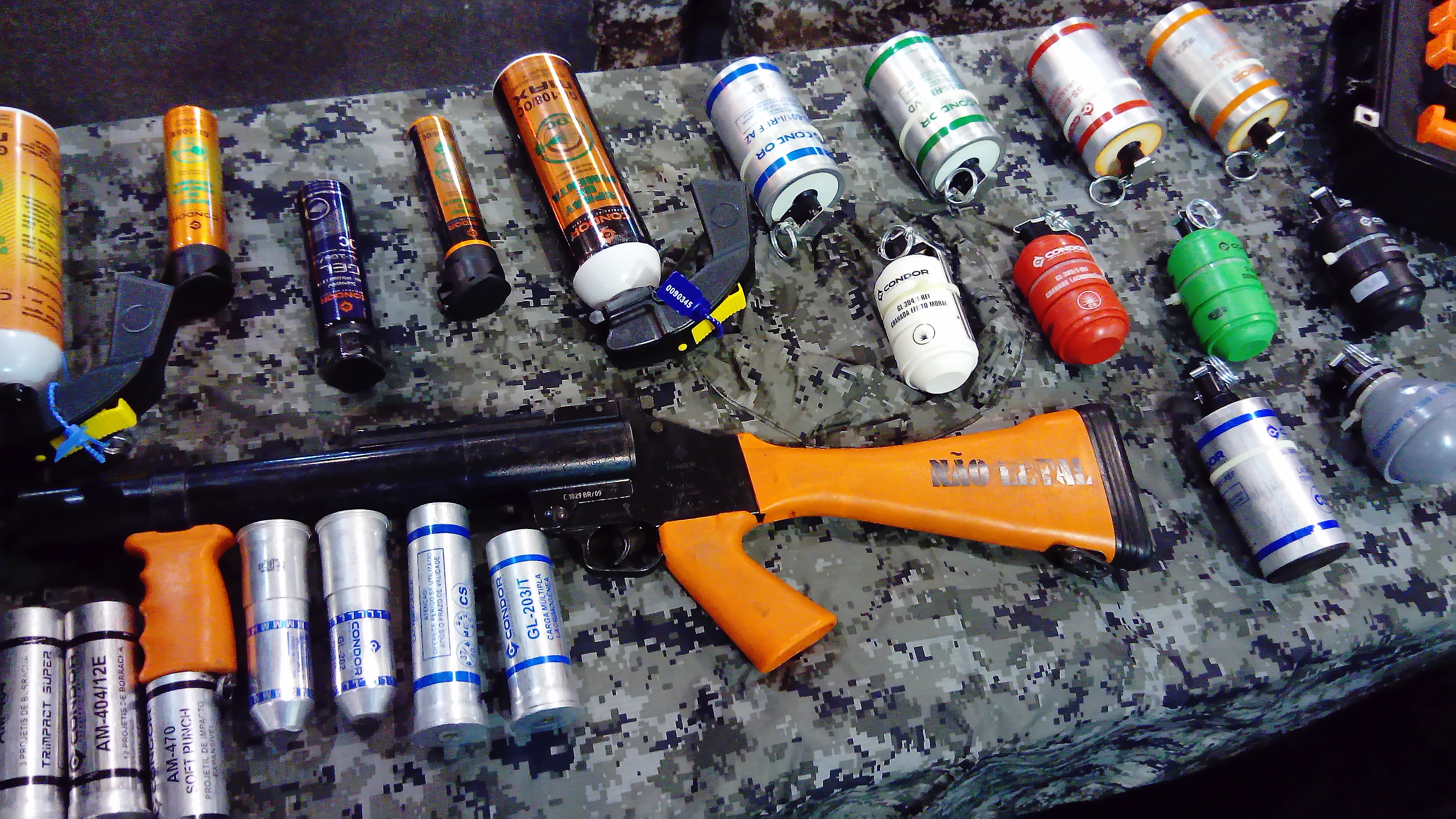
Granadas, sprays, cartuchos e munições não letais fabricadas pela empresa brasileira Condor Tecnologias Não Letais

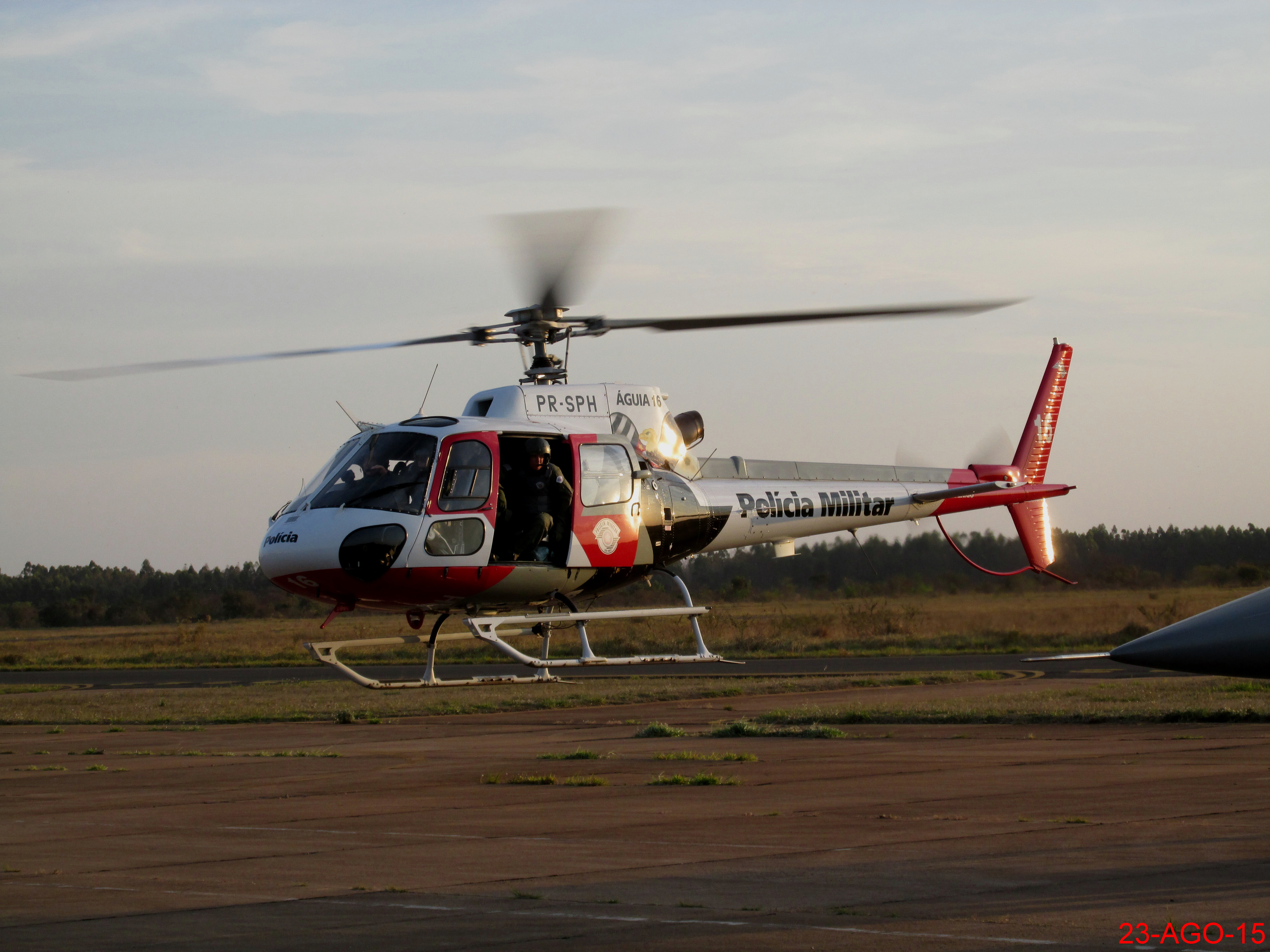
O AS350 Esquilo fabricado pela Helibras/Airbus Helicopters é um dos helicópteros mais utilizados pelas forças policiais no Brasil

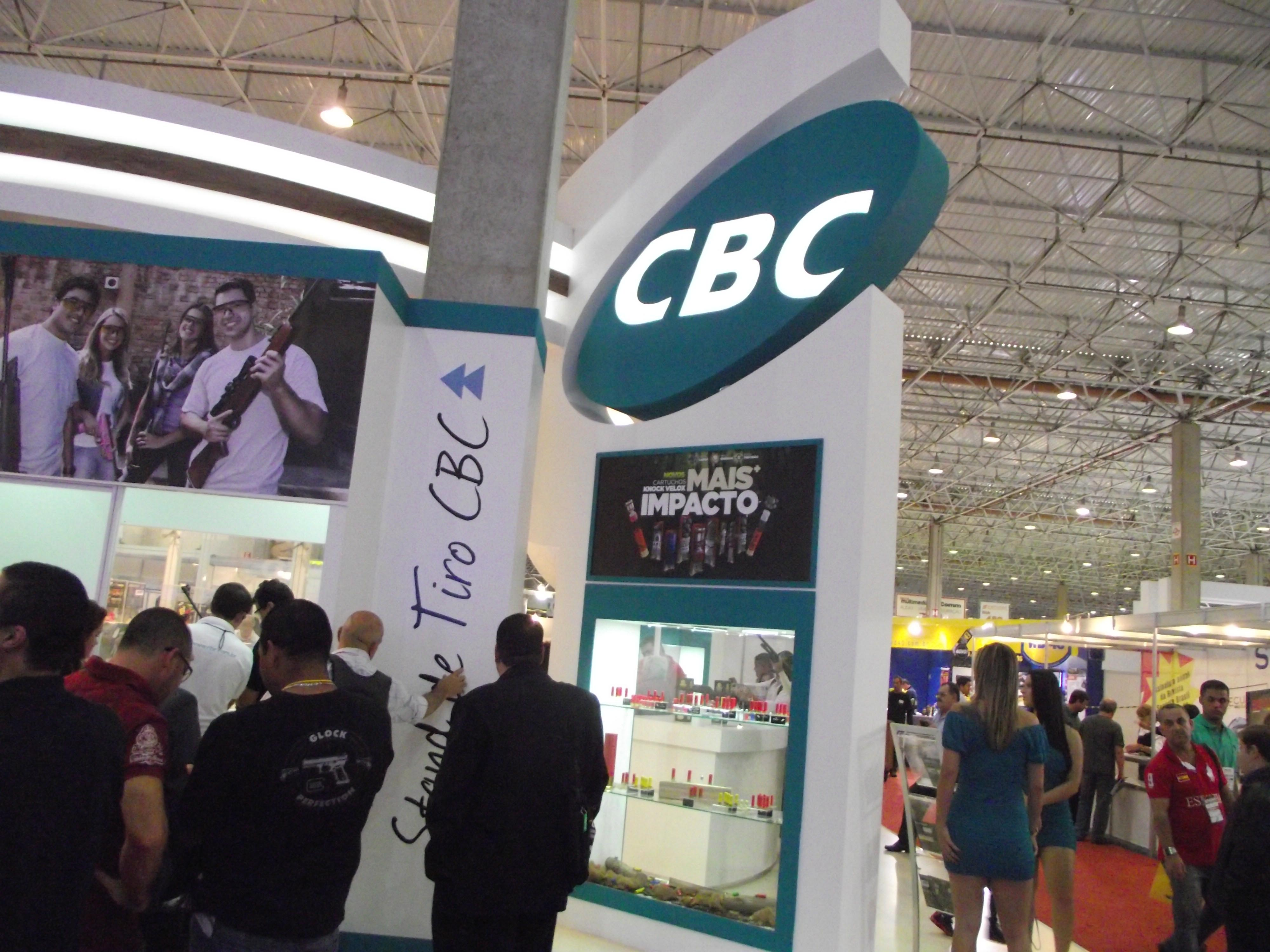
Stand da CBC na Exposec 2014

### Aeronaves
- Akaer (aviões de ataque leve)[91]
- Desaer (aviões de transporte leve e treino)[92]
- Embraer (aviões de treino, ataque leve e cargueiros)[4]
- Helibras (helicópteros de transporte, ataque e uso militar)[4]
- Novaer (aviões de transporte leve e treino)[93]

Extintas:
- Aerotec S/A Indústria Aeronáutica
- Companhia Aeronáutica Paulista
- Companhia Nacional de Navegação Aérea[94]
- GESPI Aeronáutica Ltda
- Indústria Aeronáutica Neiva Ltda[66]

### Armas de fogo
- Amadeo Rossi S.A. (sob licença da Taurus Armas S.A.)
- E.R. Amantino (Boito)
- Fire Eagle Armory[95]
- Companhia Brasileira de Cartuchos (CBC)[4]
- Delfire Arms (DFA Defense)[96]
- Forjas Taurus[4]
- Indústria Brasileira de Material Bélico (IMBEL, fábrica de Itajubá, MG)[4]

Extintas:
- Fábrica de Armas Modernas (FAM)
- Fundição e Indústria de Armas Lerap
- Indústria Nacional de Armas (INA)
- Urko

### Armas não letais
- Condor Tecnologias Não Letais[97]
- Índios Pirotecnia

### Veículos de combate e blindados
- Agrale[98]
- Amazonas Motocicletas Especiais (AME)[68]
- Avibras
- Ceppe (manutenção)[99]
- Columbus (manutenção)[100]
- IVECO[101]
- MotoPeças S/A
- NovaTração Artefatos de Borracha S/A[102]
- VSK Tactical[103]

Extintas:
- Bernardini
- Biselli[104]
- Engesa[3]
- Gurgel
- JPX[105]
- Troller[106]

### Explosivos, mísseis e pirotécnicos
- Avibras Indústria Aeroespacial[107]
- Britanite[102]
- Índios Pirotecnia
- Indústria Brasileira de Material Bélico (IMBEL, fabrica de Piquete, SP)[4]

Extintas:
- Companhia de Explosivos Valparaíba (granadas de mão, detonadores)[68]
- Mectron[4]
- Odebrecht Defesa e Tecnologia[4]
- Química Tupan[97]

### Navios
- Arsenal de Marinha do Rio de Janeiro
- Estaleiro Mauá
- Indústria Naval do Ceará (Inace)[68]
- Mac Laren Oil

Extintas:
- Ishikawajima do Brasil Estaleiros
- Verolme Estaleiros Reunidos[108]

### Outros
- Comercial Molytrol Ltda (óleos graxos, fluidos hidráulicos e lubrificantes)
- DGS Defense (Embarcações leves de alto desempenho)[109]
- Grupo InbraFiltro (blindagem, coletes à prova de balas, capacetes)[102]
- Visiona (Tecnologias Espaciais)

### Citações
1. ↑  «Aniam - Associação Nacional das Industrias de Armas e Municoes». aniam.org.br. Consultado em 18 de setembro de 2020
2. 1 2 3 4 5 6 7  Ambrósio 2016.
3. 1 2 3  Alexandre Galante (12 de julho de 2010). «O mito da grande indústria bélica brasileira». Forças Terrestres - ForTe. Consultado em 18 de setembro de 2020
4. 1 2 3 4 5 6 7 8 9  «10 empresas brasileiras de defesa e armamento». Exame. 26 de outubro de 2012. Consultado em 18 de setembro de 2020
5. ↑  «ORGANIZATION | LAAD DEFENCE & SECURITY» (em inglês). Consultado em 18 de setembro de 2020
6. 1 2 3 4  «200 anos da indústria de defesa no Brasil». Âmbito Jurídico. 30 de abril de 2008. Consultado em 18 de setembro de 2020
7. 1 2  «Nossas Unidades». www.imbel.gov.br. Consultado em 18 de setembro de 2020
8. 1 2 3  Ladeira Junior 2013, pp. 80-82.
9. ↑  Amaral 2013, p. 134.
10. ↑  Magalhães 1998, p. 238.
11. ↑  Magalhães 1998, p. 261.
12. ↑  Goularti Filho 2014.
13. 1 2  Júnior 2014.
14. ↑  Magalhães 1998, p. 317.
15. ↑  Faria 2015, p. 379.
16. 1 2  Ladeira Junior 2013, p. 83.
17. ↑  Ambrósio 2006.
18. 1 2  Faria 2015, p. 380.
19. 1 2 3 4 5 6  Neto 1990.
20. ↑  Ladeira Junior 2013, pp. 85-86.
21. 1 2 3 4 5  Amorim Júnior 2001.
22. 1 2 3 4 5 6  Franko 1996.
23. ↑  Amaral 2014.
24. ↑  Amaral 2013, pp. 153-155.
25. ↑  Forjaz 2005.
26. ↑  Ladeira Junior, p. 84.
27. ↑  Welfer 2015, p. 35.
28. ↑  «Sala de Armas: CBC - A história da Companhia Brasileira de Cartuchos». Sala de Armas. 23 de novembro de 2018. Consultado em 18 de setembro de 2020
29. ↑  «INA - Indústria Nacional de Armas - Conheça sua história». Sala de Armas. 22 de novembro de 2018. Consultado em 18 de setembro de 2020
30. ↑  Savian 2014, pp. 103-128.
31. ↑  Pedrosa 2018, p. 105.
32. ↑  Banco de dados do SIPRI. Consultado em 16 de janeiro de 2021.
33. 1 2 3  Ladeira Junior 2013, pp. 85-91.
34. 1 2  Lins 2015.
35. 1 2 3 4 5 6  Strachman & Degl'lesposti 2010.
36. ↑  Neto 2010.
37. ↑  Banco de dados do SIPRI. Consultado em 15 de fevereiro de 2021.
38. ↑  Estadão Conteúdo (20 de maio de 2018). Inteligência Militar dos EUA espionou ‘hexágono’ brasileiro. Istoé Dinheiro. Consultado em 16 de janeiro de 2021.
39. ↑  Mello 2010, p. 148.
40. ↑  Ladeira Junior 2013, p. 164.
41. ↑  Office of Technology Assessment 1991, p. 150.
42. ↑  Ladeira Junior 2013, pp. 66-74.
43. ↑  Dagnino 1989, pp. 165-167.
44. ↑  Ladeira Junior 2013, p. 158.
45. ↑  Teixeira 2013, p. 110.
46. ↑  Welfer 2015, p. 86.
47. 1 2  Azevedo 2018.
48. 1 2  Banco de dados do SIPRI. Consultado em 16 de janeiro de 2021.
49. ↑  Ladeira Junior 2013, p. 175.
50. ↑  Pedrosa 2018, pp. 191-196.
51. ↑  Savian 2014, pp. 160-185.
52. ↑  Pedrosa 2018, pp. 162-189.
53. ↑  Pedrosa 2018, p. 224.
54. 1 2  Ladeira Junior 2013, pp. 154-156.
55. ↑  Welfer 2015, pp. 61-65.
56. ↑  «Antigas Fábricas de Armas no Brasil (Rev. 2)». Armas On-Line. 18 de abril de 2011. Consultado em 18 de setembro de 2020
57. ↑  Welfer 2015, pp. 50-59.
58. ↑  Dreyfus et al. 2010, pp. 42-43.
59. ↑  McCollum, Ian (7 de junho de 2013). «Brazilian LAPA FA Modelo 03». Forgotten Weapons (em inglês). Consultado em 10 de outubro de 2023
60. ↑  Johnson, Steve (10 de junho de 2013). «The Nifty Brazilian LAPA FA-03 Bullpup Rifle That Never Was». The Firearm Blog (em inglês). Consultado em 10 de outubro de 2023
61. ↑  Pedrosa 2018, p. 189.
62. ↑  Ladeira Junior 2013, pp. 98-119.
63. ↑  Welfer 2015, pp. 59-60.
64. ↑  Welfer 2015, p. 75.
65. ↑  Ladeira Junior 2013, pp. 101-102.
66. 1 2 3  Welfer 2015, pp. 68-79.
67. ↑  Welfer 2015, pp. 79-82.
68. 1 2 3 4  Neto 1990, p. 414.
69. ↑  Amaral 2013, pp. 103-115.
70. 1 2 3 4 5  Ladeira Junior 2013, pp. 91-95.
71. 1 2  Poggio, Guilherme (27 de dezembro de 2015). Engesa EE-T1 Osório. Forças Terrestres. Consultado em 19 de janeiro de 2021.
72. ↑  Ladeira Junior 2013, p. 189.
73. ↑  Ladeira Junior 2013, pp. 74-77.
74. ↑  Andrade & Franco 2015.
75. ↑  Ladeira Junior 2013, pp. 277-285.
76. ↑  Mello 2010, pp. 147-152.
77. ↑  Mello 2010, pp. 129-135.
78. 1 2  Ladeira Junior 2013, pp. 18-25.
79. ↑  Fleurant 2016.
80. ↑  Silva, Diego Lopes da (22 de junho de 2017). How Brazil’s political and economic crisis affects its military spending (em inglês). SIPRI. Consultado em 19 de janeiro de 2021.
81. ↑  Infodefensa.com, Revista Defensa (24 de março de 2020). «Springfield Armory terá fábrica no Brasil - Noticias Infodefensa América». Infodefensa.com (em espanhol). Consultado em 18 de setembro de 2020
82. ↑  Caiafa, Roberto. «Glock e CZ deverão instalar fábricas de armas e munições no Brasil. | Tecnodefesa». Consultado em 18 de setembro de 2020
83. ↑  «DefesaNet - Brasil - Arábia - CARACAL BRASIL - Lança Pedra Fundamental». www.defesanet.com.br. Consultado em 18 de setembro de 2020
84. ↑  «Gripen Brasileiro». Saab Solutions. Consultado em 18 de setembro de 2020
85. ↑  «D9847». www.planalto.gov.br. Consultado em 18 de setembro de 2020
86. ↑  «Cinco fatos sobre o novo decreto de armas | Aos Fatos». aosfatos.org (em inglês). Consultado em 18 de setembro de 2020
87. ↑  Notícias, Compre Rural (31 de julho de 2020). «Bolsonaro libera venda de fuzis do exército para produtores rurais, caçadores e atiradores». Compre Rural. Consultado em 18 de setembro de 2020
88. ↑  «Míssil brasileiro de longo alcance está em fase final, diz ministro | Cotidiano». A Crítica (em inglês). Consultado em 18 de setembro de 2020
89. ↑  «BR-AR - Ministro da Defesa visita linha de produção de blindados do Exército na fábrica IVECO». DefesaNet. 26 de outubro de 2020. Consultado em 28 de fevereiro de 2021
90. ↑  EPEx – Guarani. Consultado em 13 de janeiro de 2021.
91. ↑  Valduga, Fernando (5 de abril de 2019). «LAAD: Akaer apresenta conceito de aeronave de ataque leve "Mosquito"». CAVOK. Consultado em 18 de março de 2021
92. ↑  «Desaer Confirma Primeiro Pedido Pelo ATL-100». AIRWAYS. Consultado em 20 de Novembro de 2020
93. ↑  «Novo avião militar brasileiro obtém pedido firme nos Emirados Árabes Unidos». Aero Magazine
94. ↑  A vida e morte da Companhia Nacional de Navegação Aérea (2 de agosto de 2016). aerosngcanela. Consultado em 19 de janeiro de 2021.
95. ↑  Battlefield, Western (3 de maio de 2022). «Fire Eagle Armory, Brazil's new arms manufacturer». Western Battlefield Journal. Consultado em 17 de maio de 2022
96. ↑  «O que ainda falta para fábrica da Delfire Arms ser inaugurada em Anápolis». Portal 6. 20 de janeiro de 2019. Consultado em 18 de setembro de 2020
97. 1 2  «Quem lucra com as armas não-letais que já mataram tanta gente?». Rede Brasil Atual. 15 de junho de 2020. Consultado em 18 de setembro de 2020
98. ↑  «DefesaNet - LAAD 2011 - AGRALE Apresenta sua nova Viatura Militar AGRALE MARRUÁ AM 31». www.defesanet.com.br. Consultado em 18 de setembro de 2020
99. ↑  CEPPE. Lexicar Brasil. Consultado em 19 de janeiro de 2021.
100. ↑  Columbus (site oficial). Consultado em 19 de janeiro de 2021.
101. ↑  «Iveco abre 1ª fábrica de blindados militares no Brasil». Exame. 13 de junho de 2013. Consultado em 18 de setembro de 2020
102. 1 2 3  Welfer 2015, pp. 82-85.
103. ↑  Poggio, Guilherme (18 de junho de 2019). «Bahia receberá fábrica de veículos militares». Forças Terrestres - ForTe. Consultado em 18 de setembro de 2020
104. ↑  BISELLI. Lexicar Brasil. Consultado em 14 de janeiro de 2021.
105. ↑  . O Tempo. Consultado em 03 de fevereiro de 2021.
106. ↑  «Toda a rigidez do T4-M». https://diariodonordeste.verdesmares.com.br
107. ↑  «Avibrás - Tudo Sobre». Estadão. Consultado em 18 de setembro de 2020
108. ↑  Clemente, Isabel (3 de março de 2000). Verolme pode ressurgir com US$ 10 mi. Folha de S. Paulo. Consultado em 19 de janeiro de 2021.
109. ↑  Gabinho, Anderson. «DGS Defense entrega mais uma lancha de alto desempenho DGS 888 Raptor a Marinha do Brasil». Defesa TV. Consultado em 3 de fevereiro de 2021